# Frillagalma
Frillagalma is een geslacht van neteldieren uit de familie van de Agalmatidae.

## Soort
- Frillagalma vityazi Daniel, 1966